# Gazimestán

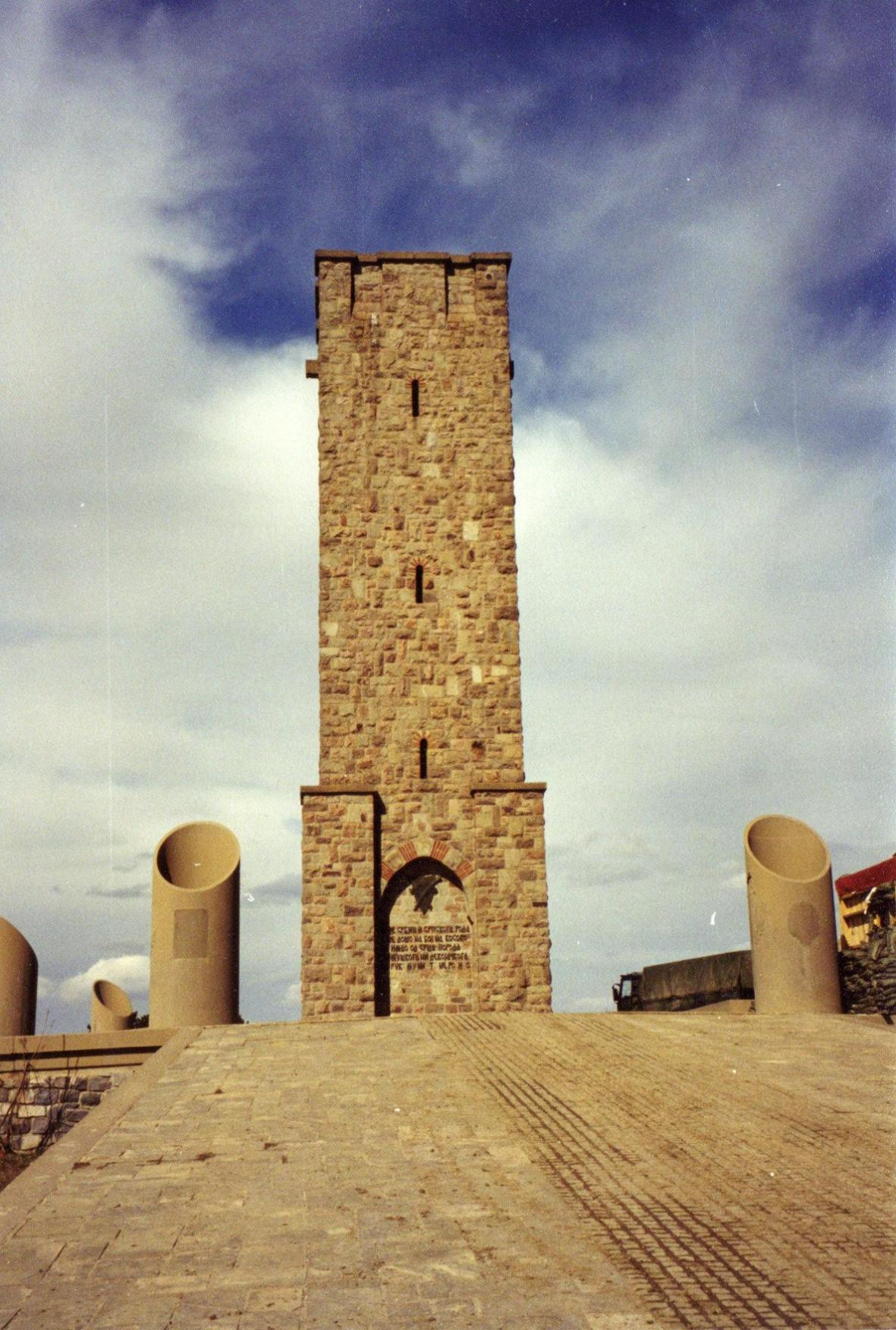
El Gazimestan.

El Gazimestán (en serbio cirílico Газиместан, pronunciado [gaziměstaːn]) es un monumento conmemorativo de la batalla de Kosovo, librada el 15 de junio de 1389. El monumento se levantó en 1953 por orden del gobierno yugoslavo, sobre una colina de unos 50 metros algunos kilómetros al sureste del lugar de la batalla, cerca de Kosovo Polje, en Kosovo.
El complejo, obra del arquitecto Aleksandar Deroko, está formado por una torre que imita la forma de una torre medieval, el Bajraktar Türbe y el Sultán Murat Türbe, este último situado a una media hora de camino de la torre.
El nombre del monumento proviene del sustativo turco otomano gazi, que significa héroe, y del serbio mesto, que significa lugar. Es el lugar donde Slobodan Milošević pronunció su célebre discurso, interpretado por muchos como la premonición de las Guerras Yugoslavas.